# Richtlinie 91/676/EWG (Nitratrichtlinie)
Die Richtlinie 91/676/EWG, inoffiziell Nitratrichtlinie, ist eine Richtlinie, die eine Verunreinigung des Grund- und des Oberflächenwassers durch Nitrate aus der Landwirtschaft vor allem durch Düngung verhindern soll. Die Anwendung von Regeln der guten fachlichen Praxis in der Landwirtschaft soll gefördert werden.
Bis 20. Dezember 1993 sollte die Richtlinie in nationales Recht umgesetzt werden. In Deutschland erfolgte diese Umsetzung erst zum 26. Januar 1996 durch die Düngeverordnung. Die Änderungen der europäischen Richtlinie aus 2008 wurden schließlich mit der Novellierung der Düngeverordnung 2012 übernommen.
Die Mitgliedsstaaten sind der Richtlinie zufolge außerdem verpflichtet, nationale Aktionsprogramme zur Verminderung der Nitratbelastung für eine Periode von jeweils vier Jahren aufzustellen. In Deutschland wurde diese Verpflichtung über einen neuen Paragraphen 62a ins Wasserhaushaltsgesetz übernommen.
Das Bundesministerium für Ernährung und Landwirtschaft und das Bundesministerium für Umwelt, Naturschutz, Bau und Reaktorsicherheit stellen die Ergebnisse des Programms in einem „Nitratbericht“ zusammen; der derzeit letzte erschienene Nitratbericht stammt aus dem Jahr 2024. Die Aktionsprogramme und Nitratberichte (2008 und 2012) für Österreich werden vom Bundesministerium für Land- und Forstwirtschaft, Umwelt und Wasserwirtschaft herausgegeben.
Als Grenzwert wurden 50 Milligramm Nitrat je Liter festgelegt. Dieser Wert wird in Deutschland an vielen Stellen überschritten, teilweise wurden Werte im Grundwasser von 200 bis 300 Milligramm pro Liter gemessen.
Der Europäische Gerichtshof hat auf Betreiben der EU-Kommission in einem Vertragsverletzungsverfahren gegen Deutschland im Juni 2018 festgestellt, dass die Düngeverordnung nicht ausreicht, um den Verpflichtungen aus der Nitratrichtlinie nachzukommen. Am 25. Juli 2019 hat die Europäische Kommission gegen Deutschland wegen des andauernden Verstoßes gegen die Nitratrichtlinie ein Aufforderungsschreiben gemäß Artikel 260 des Vertrags von Lissabon übermittelt. Die Kommission mahnte Deutschland erneut, das Urteil des Europäischen Gerichtshofes vom Juni 2018 umzusetzen. „Es besteht für die deutschen Behörden dringender Handlungsbedarf. Die Wasserqualität in Deutschland zeigt keine Anzeichen für Besserung. Die Qualität des Grundwassers in Deutschland gehört zu den schlechtesten in Europa“, erklärte EU-Umweltkommissar Karmenu Vella.
Daraufhin wurde in Deutschland zum 1. Mai 2020 eine neue Düngeverordnung in Kraft gesetzt, die die Verunreinigung das Grundwassers verringern soll. Allerdings erfüllt auch die novellierte Düngeverordnung möglicherweise noch nicht die Anforderungen des EU-Rechts zum Schutz des Grundwassers. In einem Schreiben von EU-Umweltkommissar Virginijus Sinkevičius an Bundeslandwirtschaftsministerin Julia Klöckner vom 24. Juni 2021 bemängelt Sinkevičius, dass Gebiete mit hoher Nitratbelastung im Grundwasser und schädlicher Nährstoff-Anreicherung in Deutschland nicht korrekt ausgewiesen seien. Wenn keine Überprüfung erfolge, erwäge er, den Fall wieder vor den Europäischen Gerichtshof zu bringen.